# 1433 en santé et médecine
| Années de la santé et de la médecine : 1430 - 1431 - 1432 - 1433 - 1434 - 1435 - 1436    |
| Décennies de la santé et de la médecine : 1400 - 1410 - 1420 - 1430 - 1440 - 1450 - 1460 |

Cet article présente les faits marquants de l'année 1433 en santé et médecine.

## Événements
- Mai : le roi Charles VII confirme la création de la faculté de médecine de l'université d'Angers, accordée par le pape Eugène IV en 1432 en même temps qu'aux arts et à la théologie[1].

- En Pologne, Johannes de Saccis de Pavie rédige les premiers statuts de la faculté de médecine de l'université Jagellonne de Cracovie[2].
- À Malte, l'administration de l'hôpital Saint-François de Rabat, qui devient hôpital du Saint-Esprit, est confiée à l'Università[3].
- En Angleterre, fondation de l'hôpital de Toddington dans le comté de Bedford par John Broughton, pour un chapelain et trois indigents[4].

## Décès
- Lydwine de Schiedam (née vers 1380), sainte et mystique catholique, patronne des personnes handicapées[5],[6].
- Jean Piscis (né à une date inconnue), docteur en médecine, chancelier de l'université de médecine de Montpellier de 1394 à sa mort[7].
- 8 avril : Beuvin Dominici de Winvilla (né à une date inconnue), avocat, cofondateur du collège de la Marche, étudia la médecine à Paris au moins jusqu'en 1379[8].
- Avant juillet : Antoine de Prat (né à une date inconnue), médecin à Draguignan, Nice et Brignoles, au service de Yolande d'Aragon, veuve du roi Louis II[8].
- Avant le 1er décembre : Jean Le Conte (né à une date inconnue), chirurgien de Philippe le Hardi, duc de Bourgogne, chirurgien juré du roi au Châtelet, prévôt des écoles de chirurgie, chirurgien de Charles VI[7].
- 1432 ou 1433 : Henri Doigny (né à une date inconnue), reçu docteur en médecine à Paris, doyen de la faculté en 1400, médecin du duc d'Orléans ; a soigné le roi Charles VI et le duc de Berry[8].